# Запорожье-Грудоватое
Запорожье-Грудоватое (укр. Запоріжжя-Грудувате) — село, Раздоровский поселковый совет, Синельниковский район, Днепропетровская область, Украина.
Код КОАТУУ — 1224855602. Население по данным 1982 года составляло 50 человек.
Село ликвидировано в 2002 году.
Находилось на левом берегу реки Средняя Терса, выше по течению на расстоянии в 1 км расположено село Андреевка, ниже по течению на расстоянии в 2 км расположено село Раздолье.